# Гинзбург, Эсти
Э́сти Ги́нзбург (англ. Esti Ginzburg, ивр. אסתי גינזבורג‎, род. 6 марта 1990, Тель-Авив, Израиль) — израильская модель и актриса.

## Юность
Гинзбург родилась в городе Тель-Авив, Израиль. Мать, Адриан Уолтер-Гинзбург ― геронтолог, иммигрировавшая из Соединенных Штатов в Израиль. Отец, Арье Гинзбург ― архитектор. Её дедушкой по отцовской линии был израильский архитектор гродненского происхождения Шломо Гинзбург, который принимал участие в первоначальном планировании и строительстве Тель-Авива. Бабушка по материнской линии была двоюродной сестрой покойного американского фотожурналиста Пола Шутцера.
Эсти Гинзбург училась в средней школе «Ирони Юд Алеф» на севере Тель-Авива.

## Карьера
Гинзбург пришла в модельный бизнес в возрасте 8 лет; её первой работой стала реклама молока. В возрасте 14 лет она подписала контракт с модельным агентством Elite Model Management. В 2006 году она подписала двухлетний контракт с израильской фирмой Fox, став лицом компании вместо Яэль Бар-Зохар, и в феврале/марте 2007 года снялась для обложки французской версии журнала Elle. Гинзбург работала моделью для таких брендов, как Tommy Hilfiger, Burberry, FCUK, Pull & Bear и Castro. Она также снималась для журнала Sports Illustrated Swimsuit Issue в 2009—2011 годах. В 2010 году Эсти дебютировала в кино, снявшись в фильме Джоэля Шумахера «Двенадцать».
В настоящее время Гинзбург проживает в Тель-Авиве. 22 июля 2009 года она была призвана в армию, а в октябре того же года выступила с критикой модели Бар Рафаэли, которая уклонилась от службы, выйдя ненадолго замуж за друга своей семьи. Поступив на службу, Гинзбург сказала: «Военная служба — часть того, во что я лично верю». В 2011 году она демобилизовалась.

## Личная жизнь
8 июня 2012 года она вышла замуж за риелтора Ади Кейзмана. У пары двое сыновей.
18 декабря 2013 года сообщалось, что отец Гинзбург подал на нее в суд за то, что она якобы не выплатила ему деньги, причитающиеся за дом, который он продал ей и её мужу. После этого она перестала общаться с ним.